# ÖBB 1064 sorozat
Az ÖBB 1064 sorozat az ÖBB Co'Co' tengelyelrendezésű villamostolatómozdony-sorozata.. 1984 és 1990 között gyártotta az SGP és a BBC. Összesen 10 db készült a sorozatból.

## Története
Az 1063 sorozat mozdonyait főként vonali vontatásra használták, és gyengébb indító vonóerejük miatt nem voltak alkalmasak gördülőállományként való használatra. Ezért az ÖBB úgy döntött, hogy tíz, kifejezetten erre a célra tervezett hattengelyes púpos mozdonyt rendel a hazai ipartól. Az 1064-eseket 1984 és 1990 között szerezték be. E mozdonyok fő célja a vonatösszeállítás és -bontás felgyorsítása volt. Az SGP Graz és a BBC szállította a mechanikai részt, a Siemens az elektronikus részt.
2019-ben az ÖBB úgy döntött, hogy a megépített 10 mozdonyt hibrid mozdonyokká alakítja át a felsővezeték nélküli szakaszokon akkumulátorok biztosítják az energiát. A gépeket ETCS rendszerrel is felszerelik. Az átalakítással a mozdonyok az 1264-es sorozatjelzést kapják.

## Mechanikai kivitelezés
A mechanikai rész alapvetően megegyezik kistestvérével, az ÖBB 1063 sorozatával, de az 1064-es hat tengellyel rendelkezik, ezért valamivel hosszabb. A jármű szerkezete szinte teljesen megegyezik (ezenfelül egy kisiklásgátlót is beépítettek). A nagyobb hosszúság miatt az elülső részek erőforrásainak elrendezése némileg megváltozott: Az 1063-as sorozathoz hasonlóan ezek is tartalmazzák az összes alapvető elektronikus berendezést, mint például a vontatási átalakítót, a féktornyot ventilátorral, a kényszerlevegős magtranszformátort, a simító fojtókat és egyéb alkatrészeket. Minden szerelvény a felépítmények oldalához rögzített zsanéros ajtókon keresztül érhető el. Az első nyolc mozdony elejét és vezetőfülkéjét vérnarancs színűre, a vázat és a forgóvázakat pedig feketére festették. Az 1064.001-003 jelű pályaszámokat 2004-ben átfestették pirosra és figyelmeztető csíkok nélkül. Az utolsó két mozdonyt forgalmi vörösre festették át, elöl világosszürke kontrasztos részekkel - a váz világos és umbra szürke.

## Elektromos szerkezet
Az 1064 sorozat háromfázisú mozdony. A tetőfelszerelés megfelel az 1063-as sorozatéval, de néhány esetben VII-es típusú egykarú áramszedőt használtak. A főtranszformátor, a meghajtási elv, a fékrendszer és a hat vontatómotor megfelel az 1063-as sorozatban használt típusoknak. Ezenkívül van egy rádiós távirányító rendszer, amely lehetővé teszi, hogy a mozdonyvezető beavatkozása nélkül a kocsikat a főirányító dombon tolják le. 2001-től minden mozdonyt Stabeg tolatási tengelykapcsolóval is felszereltek.